# Ozdoba (herb szlachecki)
Ozdoba – polski herb szlachecki z nobilitacji.

## Opis herbu

### Opis historyczny
Juliusz Ostrowski blazonuje herb następująco:

Na tarczy ściętej w polu górnem srebrnem — czerwony klucz w poprzek, piórem w prawo i na dół, w dolnem zaś błękitnem — sześciopromienna gwiazda złota z dwoma strusiemi piórkami u góry. Nad hełmem w koronie trzy pióra strusie: czerwone między białemi.

### Opis współczesny
Opis skonstruowany współcześnie brzmi następująco:
Na tarczy dwudzielnej w pas w polu dolnym błękitnym sześcioramienna gwiazda złota z dwoma strusimi piórami u góry, pole górne srebrne z czerwonym kluczem w poprzek ułożonym.
W klejnocie trzy pióra strusie, czerwone pomiędzy białymi.
Labry herbowe z prawej strony tarczy czerwone, z lewej strony błękitne, podbite srebrem.

## Geneza
Herb został nadany Ignacemu Kluczewskiemu w 1767 roku, a także 10 grudnia 1768 r., Józefowi i Melchiorowi. Anna z Łaszczewskich Kluczewska, dama orderu krzyża gwiaździstego, została zapisana do szlachectwa galicyjskiego w 1786 roku.

## Herbowni
Herb ten był herbem własnym, toteż do jego używania uprawniony jest tylko jeden ród herbownych:
Kluczewski